# 李東軒
李東軒（原名李建軒；1990年10月11日—），臺灣創作歌手。粉絲名稱為「煎餅」，2021年7月6日改名為「小股東」。父母為台灣資深藝人康雷與張鴻，輔仁大學哲學系畢業。18歲參加《超級偶像4》打進15強，2010年在香港《亞洲星光大道》8強PK賽踢館成功，成為央視全球聯播客家之夜演唱嘉賓，獲邀參加深圳衛視跨年和春晚演唱，打開知名度。
2017年3月發行《到底怎麼了》EP，同年12月正式發行首張全創作專輯《愛個徹底》，2019年12月發行第二張全創作專輯《ALL IN》。
2021年7月6日發行《怎麼就不愛了 (同名網路微電影主題曲)》，同步更改藝名「李東軒」。

## 生平
2009年，參加《超級偶像4》，於2010年3月13日播出之「15取14強淘汰賽之戰友相殘誰離開」集數中淘汰，最終獲得第15名。
2010年，在香港《亞洲星光大道》8強PK賽踢館成功。同年成為央視全球聯播客家之夜演唱嘉賓，並獲邀在深圳衛視跨年、春晚演唱。
2014年，獲深圳衛中國音超【金鐘獎】最佳新人獎。
2017年3月，發行《到底怎麼了》EP，同年12月正式發行首張全創作專輯《愛個徹底》，並於12月8日在三創生活園區 Clapper Studio舉辦個人首次售票演唱會《要你聽見 - 李建軒》。
2016年3月，因緣際會下認識知名歌手姚貝娜的爸爸音樂人姚峰，依古禮拜師成為姚峰的關門弟子。
2019年4月，獲深圳「鵬城歌飛揚」年度十佳金曲、最佳男歌手2大獎。
2019年12月，發行第二張全創作專輯《ALL IN》。
2021年7月，發行《怎麼就不愛了 (同名網路微電影主題曲)》

## 音樂作品

### EP/專輯
| 專輯名稱       | 發行日期   | 專輯曲目 |
| -------------- | ---------- | --- |
| 《到底怎麼了》 | 2017年3月  | 1. 到底怎麼了 2. I Need To Be Loved 3. 爸爸 |
| 《愛個徹底》   | 2017年12月 | 1. 其實我... 2. 腦袋show逗啦 3. Never Let You Go 4. 到底怎麼了 5. I Need To Be Loved 6. 爸爸 7. 就別愛我 8. Missing You                                     |
| 《ALL IN》     | 2019年12月 | 1. Intro 2. Baby Love You 3. 無法告訴你 4. 他根本不是你的 5. 我想我會 6. 糾結了 7. 那個誰 8. 全部都是你 9. Be My Girl 10. You're My Everything feat. 許凱皓 |

### 單曲
| 名稱                                 | 發行日期  | MV          |
| ------------------------------------ | --------- | ----------- |
| 〈全部都是你〉                       | 2019年2月 | YouTube上的 |
| 〈那個誰〉                           | 2019年5月 | YouTube上的 |
| 〈Baby Love You〉                    | 2019年5月 | YouTube上的 |
| 〈You're My Everything〉feat. 許凱皓 | 2019年5月 | YouTube上的 |

## 獲獎
- 2010年【超級偶像4】15強
- 2014年 深圳衛中國音超【金鐘獎】最佳新人獎
- 2019年 深圳【鵬城歌飛揚】年度十佳金曲、最佳男歌手[6]

## 外部連結
- 李東軒的Facebook專頁
- 李東軒的Instagram帳戶